# Municipio Bolívar (Táchira)
Bolívar es uno de los 29 municipios que conforman el estado venezolano del estado Táchira, en donde está ubicado al noreste. Fue fundado en 1884 con el nombre de «Distrito Colón». Su capital es la ciudad de San Antonio del Táchira. Tiene una población de 71 630 hab (2023). El código postal del municipio es 5007.
En el municipio predomina un clima tropical lluvioso de selva, y la vegetación propia del bosque húmedo tropical. Por él transcurren los ríos Guaramito y Lobatera y tres quebradas: la Azufre, la Popa y la Laja. La alcaldía se ubica en la capital del municipio, en el Edificio Rental Carrera 10 entre calle 8 y 9.

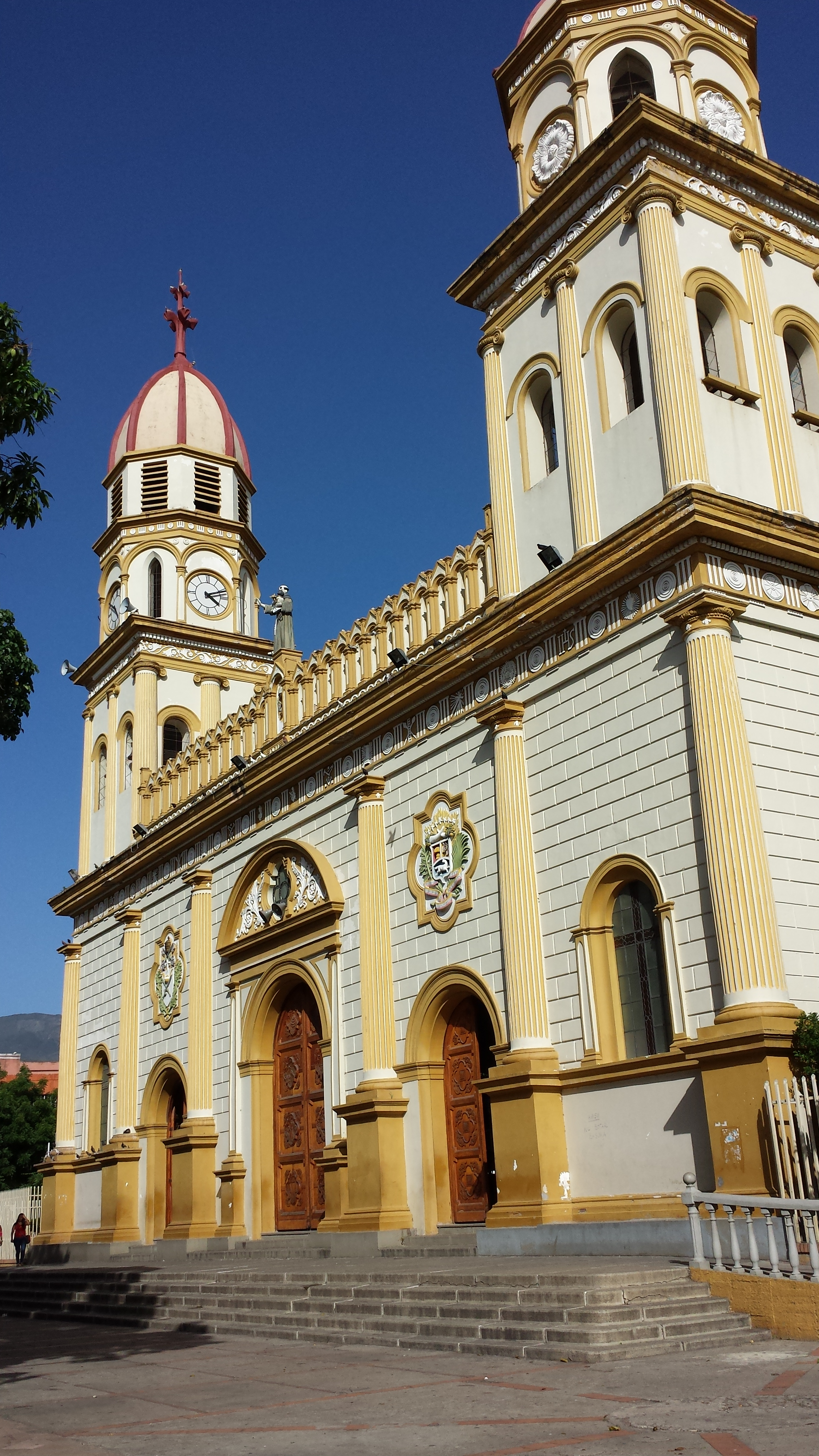
San Antonio del Táchira.

## Historia
El 2 de octubre de 1724 (300 años), compareció Eugenio Sánchez Osorio, ante el alcalde ordinario de la villa de San Cristóbal, Gregorio de Bonilla Colmenares, para hacer donación de media estancia de ganado mayor, destinada a fundar una parroquia "en tierra llana, de apacible planta, tierra sana, con una quebrada copiosa de agua, que corre siempre continua y abundante, y ceñida de montañas para leña y maderas para edificar, tierra de labor y pastos para la manutención de las personas que se fundaren y quisieran avecindarse en dicha parroquia".
La parroquia por decisión de los fundadores se llamó San Antonio de Padua, la escritura los autorizaba a "tomar o aprehender la posesión judicial" de la media estancia. El presbítero licenciado Juan Antonio de Omaña Rivadeyra fue el primer párroco.
Acontecer épico en la Villa de San Antonio tiene registro el 1 de julio de 1781, cuando sus habitantes son gestores del movimiento emancipador más importante antes del 19 de abril de 1810. En la fecha el Movimiento Comunero del pueblo unido le lleva a tomar el control del gobierno municipal, designando nuevas autoridades. La historia de este acontecimiento destaca los nombres de seis mujeres. Jordania González, Rafaela Pineda, Bernardina Alarcón, Salvadora Chacón, Ignacia Chacón y Antonia González, como puntuales de la rebelión contra las disposiciones de la corona española.

El 21 de octubre de 1810, el pueblo sanantoniense reafirmó su voluntad independentista con la firma del acta de su independencia. En un vibrante discurso, el maestro Antonio María Pérez del Real expresó:
“Toda Venezuela, todo reino, la América entera, conozcan ahora a la parroquia de San Antonio, para que la conozcan para elogiar el nombre de un pueblo corto que, a pesar de su miseria, va a dar lecciones de patriotismo a algunos de los cabildos cercanos”.
El 18 de mayo de 1812, las guerrillas patriotas comenzaron a florecer en la frontera. Por resolución del alcalde de la villa de San Antonio, Eleuterio García, se envió una expedición a La Grita con el fin de reunir partidarios y formar tropas para luchar contra los realistas. El 12 de junio del mismo año fue capturado el patriota sanantoniense capitán Cayetano Redondo, quien fue decapitado y descuartizado. Sus restos fueron expuestos en las vías públicas como advertencia para la población.

El 1 de marzo de 1813, el comandante en jefe del Ejército Combinado de Cartagena y de la Unión, Simón Bolívar, pisó tierra venezolana y se dirigió a los ciudadanos de la villa de San Antonio con las siguientes palabras:
“Vosotros tenéis la dicha de ser los primeros que levantáis la cerviz, sacudiendo el yugo que os abruma con mayor crueldad, porque defendéis en vuestros propios hogares vuestros sagrados derechos. En este día ha resucitado la República de Venezuela, tomando el primer aliento en la patriótica y valerosa villa de San Antonio, primera en respirar la libertad como lo es en el orden local de vuestro sagrado territorio”.
Mes y medio después, Bolívar regresó a San Antonio para iniciar la Campaña Admirable con 500 hombres comprometidos con su causa. De estos combatientes, aproximadamente 150 eran nativos de la villa de San Antonio.
El 21 de agosto de 2015 el presidente de Venezuela, Nicolás Maduro declara parcialmente un Estado de excepción en el estado fronterizo del Táchira, por la crisis diplomática con Colombia, siendo esta entidad municipal uno de los cinco municipios afectados por la medida presidencial.

## Geografía

### Ubicación
Es la ubicación de su territorio con respecto a sus áreas vecinas o contiguas. Bolívar es 1 de los 29 municipios que conforman el Estado Táchira y se encuentra ubicado al suroeste.

### Límites
- Al norte: el Municipio Pedro María Ureña.
- Al sur: Los municipios Junín y Rafael Urdaneta.
- Al este: Los municipios Junín y Libertad.
- Al oeste: El municipio colombiano de Villa del Rosario.

El Municipio Bolívar también lo conforman zonas rurales, dentro de las cuales encontramos aldeas, caseríos y parroquias.
Su superficie es de 198 km² (kilómetros cuadrados), que ocupa el 1,81 % del territorio estatal. Población de 79 149 habitantes distribuidos en 35 centros poblados que representan el 4,68 % de la población total. La densidad de población es de 240 habitantes por kilómetro cuadrado. En la vocación agraria, la tasa de crecimiento es de 2,3 %.

### Situación astronómica
Comprendida esta como la distancia que hay entre el Meridiano Cero (Greenwich) y cualquier punto de la tierra. En el caso particular de San Antonio del Táchira, su longitud geográfica es de 72′ 26″ Oeste, mientras que su latitud geográfica se encuentra a 7′ 49″ Norte, entendida esta última como la distancia que hay entre un punto de la tierra y la línea del ecuador.

### Símbolos naturales
- Ave: colibrí
- Árbol: zorrocloco
- Flor: flor de cayena

### Organización Parroquial
| Parroquia                   | Superficie | Población   | Densidad        | Capital                 |
| --------------------------- | ---------- | ----------- | --------------- | ----------------------- |
| 1.) Isaías Medina Angarita  | km²        | hab.        | hab./km²        | Las Dantas              |
| 2.) Juan Vicente Gómez      | km²        | hab.        | hab./km²        | El Recreo               |
| 3.) Palotal                 | km²        | hab.        | hab./km²        | Palotal                 |
| 4.) San Antonio del Táchira | km²        | hab.        | hab./km²        | San Antonio del Táchira |
| Municipio Bolívar           | 198 km²    | 66 362 hab. | 335,16 hab./km² | San Antonio del Táchira |

## Economía
Su principal actividad económica se basa en la agricultura, la explotación pecuaria contando, además, con importantes recursos mineros (fosfato y la producción artesanal). El Municipio Bolívar por la facilidad de las vías de acceso, clima y sus recursos naturales variados, tales como petroglifos, balnearios son un gran atractivo para el desarrollo turístico de esta zona.

### Recursos
Recursos industriales y comerciales
Café, pimentón, tomate, granos, ajo, caraota, cebollin, zanahoria, maíz, yuca, cebolla, entre otros.
Recursos frutales
Coco, piña, cambur, mandarinas, naranjas, entre otros.
Vocaciones industriales
Calzado, cueros, confección, muebles de madera, prendas de vestir, tabaco, artesanía, vidrio, artículos de hormigón, yeso, entre otros.
Yacimientos mineros
Arcillas, carbón, arena silica, piedra, entre otros.
Actualmente el contrabando de diferentes productos de territorio venezolano y viceversa

## Transporte
- Colombia: Villa del Rosario Ruta 70, Puente Internacional Simón Bolívar, San Antonio.
- Estado Zulia: T6 y T7.
- Región de Los Llanos: T5 Autopista T1.
- Estado Mérida: T1.

Para trasladarse al municipio puede tomar el transporte Expreso Ayacucho, San Pedro del Río, Línea Colón, San Félix y la Fría en el Terminal de Pasajero Genaro Méndez en la ciudad de San Cristóbal.
La distancia desde San Cristóbal hasta el municipio es de 44 km (kilómetros) y el tiempo estimado de llegada es de 1 hora.

## Política y gobierno

### Alcaldes
| Período     | Alcalde               | Partido político / Alianza | % de votos | Notas |
| ----------- | --------------------- | -------------------------- | ---------- | --- |
| 1989 - 1992 | Pedro Díaz Colmenares |                            | 50,32      | Primer alcalde bajo elecciones directas |
| 1992 - 1995 | José Ramón Vivas      |                            | 54,47      | Segundo alcalde bajo elecciones directas |
| 1995 - 2000 | Carlos Navarro        |                            | -          | Tercer alcalde bajo elecciones directas (Se realizaron elecciones generales adelantadas en el 2000 debido a la aprobación de la Constitución de 1999) |
| 2000 - 2004 | José Ramón Vivas      | COPARCO                    | 35,79      | Cuarto alcalde bajo elecciones directas |
| 2004- 2008  | Juan Vicente Cañas    |                            | 48,40      | Quinto alcalde bajo elecciones directas |
| 2008 - 2013 | Juan Vicente Cañas    |                            | 41,91      | Reelecto (se postergan 1 año las elecciones municipales pautadas para finales del 2012)                                                               |
| 2013 - 2017 | Simón Vargas          |                            | 53,61      | Sexto alcalde bajo elecciones directas |
| 2017 - 2021 | William Gómez         |                            | 48,64      | Séptimo alcalde bajo elecciones directas |
| 2021 - 2025 | Sandra Sánchez        |                            | 45,51      | Octavo alcalde bajo elecciones directas |

### Concejo municipal
Período 1989 - 1992
| Concejales:          | Partido político / Alianza |
| -------------------- | -------------------------- |
| Carlos Eduardo Rojas | AD                         |
| Carlos Navarro       | AD                         |
| Antonio Vivas Rubio  | AD                         |
| José Fernández López | AD                         |
| Jorge Sayago Nogron  | AD                         |
| José Garnica Santos  | COPEI                      |
| William Salinas      | MAS                        |

Período 1992 - 1995
| Concejales:          | Partido político / Alianza |
| -------------------- | -------------------------- |
| Pedro Sanchez        | AD                         |
| Carlos Navarro       | AD                         |
| Yolanda de Rojas     | AD                         |
| José Fernández López | AD                         |
| Antonio Vivas Rubio  | AD                         |
| Juan Sanchez         | COPEI                      |
| William Salinas      | MAS                        |

Período 1995 - 2000
| Concejales:         | Partido político / Alianza |
| ------------------- | -------------------------- |
| Antonia de Silva    | AD                         |
| Manuel Hernández    | AD                         |
| Luisa Marín         | AD                         |
| Alexander Fernández | AD                         |
| José Rodríguez      | AD                         |
| José Pérez          | COPEI                      |
| Carlos Hernández    | COPEI                      |

Período 2000 - 2005
| Concejales: | Partido político / Alianza |
| ----------- | -------------------------- |
| '           | COPARCO                    |
| '           | COPARCO                    |
| '           | COPARCO                    |
| '           | COPEI                      |
| '           | AD                         |
| '           | MVR                        |
| '           | INDEPENDIENTE              |

Período 2005 - 2013
| Concejales:         | Partido político / Alianza |
| ------------------- | -------------------------- |
| José Rivera         | MVR                        |
| Niria Hernandez     | MVR                        |
| Rut Marieta Ortiz   | MVR                        |
| Luis Delgado        | MVR                        |
| Marlon Burgos       | MVR                        |
| Joaquin Moros Joves | PPT                        |
| Juan Vicente Gómez  | PODEMOS                    |

Período 2013 - 2018
| Concejales         | Partido político / Alianza |
| ------------------ | -------------------------- |
| Carlos Chacón      | PJ MUD                     |
| William Salinas    | VP MUD                     |
| Willian Moncada    | VP MUD                     |
| José Luis Guerrero | VP MUD                     |
| Katy Piedras       | AD MUD                     |
| Edinson Silva      | PSUV                       |
| Yorley Ortega      | PSUV                       |

Periodo 2018 - 2021
| Concejales        | Partido político / Alianza |
| ----------------- | -------------------------- |
| Yurley Moncada    | PSUV                       |
| Yorley Ortega     | PSUV                       |
| Sandra Sánchez    | PSUV                       |
| Edinson Silva     | PSUV                       |
| Fernando Carrero  | PSUV                       |
| Jacqueline Santos | PSUV                       |
| Antonio Leal      | PSUV                       |

Periodo 2021 - 2025
| Concejales       | Partido político / Alianza |
| ---------------- | -------------------------- |
| Monica Cardenas  | PSUV                       |
| Fernando Carrero | PSUV                       |
| Keila Padilla    | PSUV                       |
| Yorley Ortega    | PSUV                       |
| Freddy Leal      | PSUV                       |
| Romulo Rojas     | MUD                        |
| Carlos Rodríguez | AD                         |